# 伊藤逸平
伊藤 逸平（いとう いっぺい、1912年9月5日 - 1992年12月18日)は、日本の写真・漫画評論家。

## 略歴
愛知県出身。本名は武夫。1936年日本大学芸術学部卒。1941年玄光社に入社。1943年より「写真文化」（のち「写真科学」）編集長を務め、映像、絵画、漫画、グラフィックデザイン等の批評運動を行なう。「カメラ」の編集長となり写真評論に活躍。1946年イヴニングスター社の専務兼編集局長として漫画風刺雑誌「VAN」を創刊、編集長として谷内六郎らを発掘した。漫画評論家の草分け。

## 著書
- 『こどものくに』玄光社 1943
- 『日本写真発達史』朝日ソノラマ 1975
- 『日本ヌード写真史』朝日ソノラマ 1977
- 『日本新聞漫画史』造形社 1980

### 編著
- 『世界の漫画』編著 ダヴィッド社 1954
- 『日本の漫画家 一線作家傑作集』編著 産業経済新聞社 1956
- 『河野鷹思のデザイン』編 西川書店 1956
- 『現代の漫画』編著 社会思想研究会出版部(現代教養文庫) 1959

### 翻訳
- ジョン・ハラス, ロジャー・マンベル共著『アニメーション 理論・実際・応用』東京中日新聞出版局 1963 ダヴィッド社 1972
- ヘルムート・ゲルンシャイム,アリソン・ゲルンシャイム『世界の写真史』美術出版社 1967
- ウジェーヌ・アッツジェ写真, マルセル・プルースト文章『A vision of Paris』東京写真専門学院出版局 1976